# Wickes, Arkansas
Wickes là một thị trấn thuộc quận Polk, tiểu bang Arkansas, Hoa Kỳ. Năm 2010, dân số của thị trấn này là 754 người.

## Dân số
- Dân số năm 2000: 675 người.
- Dân số năm 2010: 754 người.